# John "Jompa" Nilsson
John Ebbe "Jompa" Nilsson, född 14 augusti 1905 i Taxinge församling, Stockholms län, död 22 oktober 1978 i Stockholm, var en svensk landslagsman i ishockey, bandy och fotboll under 1920- och 1930-talen. Bandy, fotboll och ishockey spelade han för AIK, medan han även spelade spelade ishockey för Södertälje SK.
Nilsson är, tillsammans med Erik "Lillis" Persson och Wilhelm "Mulle" Petersén, den ende som har vunnit SM-guld och varit svensk landslagsman i fotboll, ishockey och bandy.

## Meriter
- Svensk mästare i fotboll: 1932 (AIK)[7]
- Svensk mästare i ishockey: 1925 (Södertälje SK) och 1934 (AIK).
- Svensk mästare i bandy: 1931 (AIK)
- A-landskamper i fotboll: 19
- A-landskamper i ishockey: 11.
- A-landskamper i bandy: 2.
- Europamästare i ishockey: 1932.
- Stor grabb i fotboll.
- Ledamot i AIK:s huvudstyrelse: 1955-58.
- Ledamot i AIK:s fotbollsstyrelse: 1957-62.